# احمد چکمه‌ای
احمد چکمه‌ای فیلمی به کارگردانی و نویسندگی نادر قانع ساختهٔ سال ۱۳۵۰ است.

## بازیگران
- ایلوش
- رضوان
- مصطفی تاجیک
- عزت اله وثوق
- عباس مهردادیان
- حسین اشراق
- اسداله یکتا
- محسن آراسته